# Carlo Gonzaga (abate)

Stemma dei Gonzaga

Carlo Gonzaga (San Martino dall'Argine, 1597 – Bozzolo, 24 aprile 1636) è stato un religioso e nobile italiano.

## Biografia

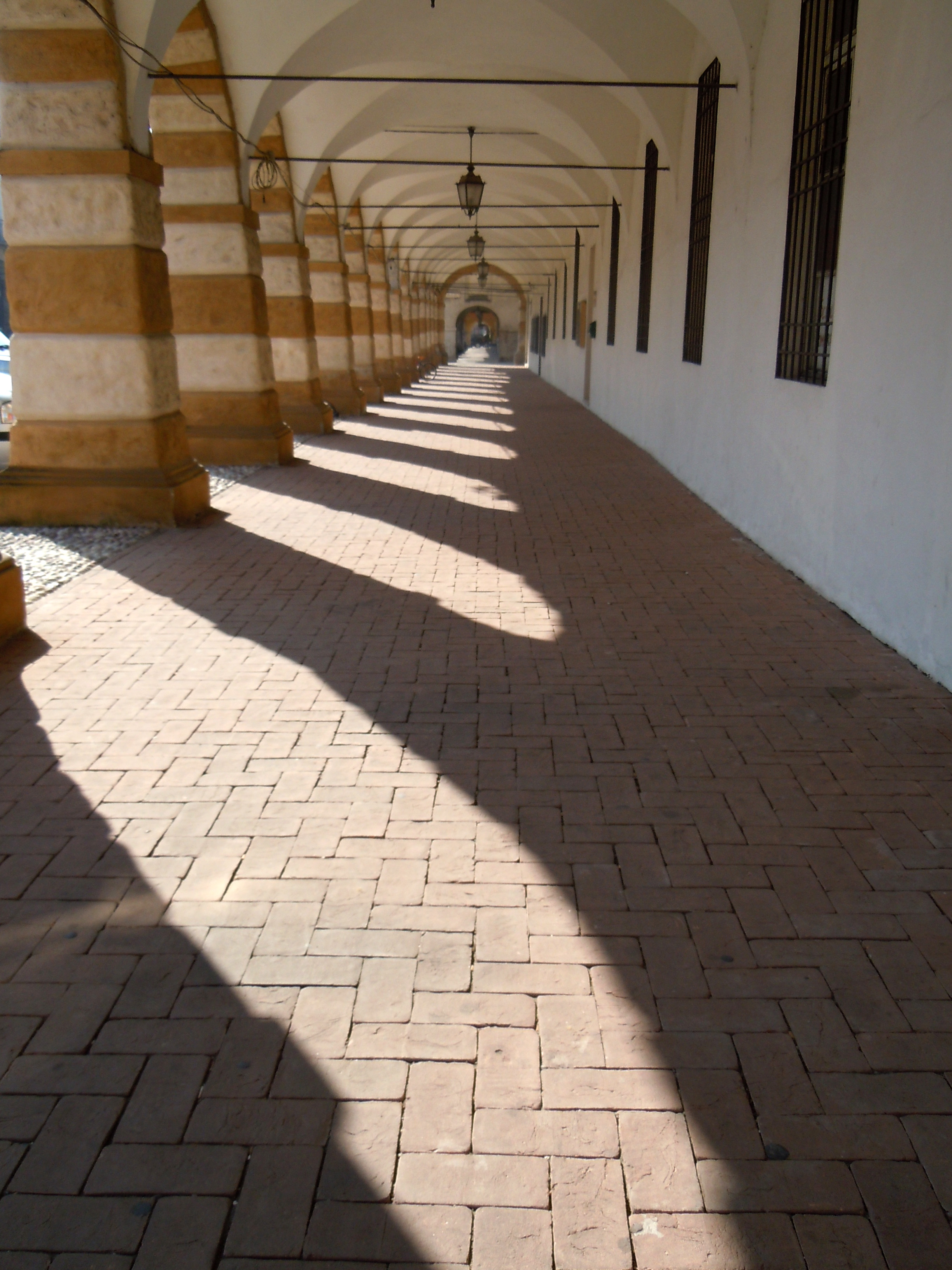
San Martino dall'Argine, portici gonzagheschi

Era figlio terzogenito di Ferrante Gonzaga marchese di Gazzuolo e di Isabella Gonzaga di Novellara.

Fu mandato ancora giovane dal padre in Spagna per studiare teologia presso l'Università di Salamanca. Divenne abate dell'Abbazia di Santa Maria di Lucedio, governata al tempo dai Gonzaga. Tornato nei luoghi di origine, fu governatore di Bozzolo dal 1631 al 1636 per conto del fratello Scipione e qui morì il 24 aprile di quell'anno.

## Ascendenza
|                                                               |                                                                   |                                                                | Genitori                                     |  |  | Nonni |  |  | Bisnonni                                                    |  |  | Trisnonni                                           |  |
|                                                               |                                                                   |                                                                |                                              |  |  |       |  |  | Pirro Gonzaga, signore di Bozzolo e San Martino dall'Argine |  |  | Gianfrancesco Gonzaga, conte di Sabbioneta e Rodigo |  |
|                                                               |                                                                   |                                                                |                                              |  |  |       |  |  | Pirro Gonzaga, signore di Bozzolo e San Martino dall'Argine |  |  | Gianfrancesco Gonzaga, conte di Sabbioneta e Rodigo |  |
|                                                               |                                                                   | Antonia del Balzo                                              |                                              |  |  |       |  |  | Pirro Gonzaga, signore di Bozzolo e San Martino dall'Argine |  |  |                                                     |  |
| Carlo Gonzaga, signore di San Martino dall'Argine             |                                                                   |                                                                |                                              |  |  |       |  |  | Pirro Gonzaga, signore di Bozzolo e San Martino dall'Argine |  |  |                                                     |  |
|                                                               |                                                                   | Camilla Bentivoglio                                            | Annibale II Bentivoglio, signore di Bologna  |  |  |       |  |  |                                                             |  |  |                                                     |  |
|                                                               |                                                                   | Camilla Bentivoglio                                            | Annibale II Bentivoglio, signore di Bologna  |  |  |       |  |  |                                                             |  |  |                                                     |  |
|                                                               |                                                                   | Camilla Bentivoglio                                            | Lucrezia d'Este                              |  |  |       |  |  |                                                             |  |  |                                                     |  |
| Ferrante Gonzaga, marchese di Gazzuolo                        |                                                                   | Camilla Bentivoglio                                            |                                              |  |  |       |  |  |                                                             |  |  |                                                     |  |
|                                                               |                                                                   | Federico II Gonzaga, duca di Mantova e marchese del Monferrato | Francesco II Gonzaga, marchese di Mantova    |  |  |       |  |  |                                                             |  |  |                                                     |  |
|                                                               |                                                                   | Federico II Gonzaga, duca di Mantova e marchese del Monferrato | Francesco II Gonzaga, marchese di Mantova    |  |  |       |  |  |                                                             |  |  |                                                     |  |
|                                                               |                                                                   | Federico II Gonzaga, duca di Mantova e marchese del Monferrato | Isabella d'Este                              |  |  |       |  |  |                                                             |  |  |                                                     |  |
| Emilia Cauzzi Gonzaga                                         |                                                                   | Federico II Gonzaga, duca di Mantova e marchese del Monferrato |                                              |  |  |       |  |  |                                                             |  |  |                                                     |  |
|                                                               |                                                                   | Isabella Boschetti                                             | Giacomo Boschetti, conte di San Cesario      |  |  |       |  |  |                                                             |  |  |                                                     |  |
|                                                               |                                                                   | Isabella Boschetti                                             | Giacomo Boschetti, conte di San Cesario      |  |  |       |  |  |                                                             |  |  |                                                     |  |
|                                                               |                                                                   | Isabella Boschetti                                             | Polissena Castiglioni                        |  |  |       |  |  |                                                             |  |  |                                                     |  |
| Carlo Gonzaga, governatore di Bozzolo                         |                                                                   | Isabella Boschetti                                             |                                              |  |  |       |  |  |                                                             |  |  |                                                     |  |
|                                                               | Alessandro I Gonzaga, II conte di Novellara, Bagnolo e Cortenuova | Giampietro Gonzaga, I conte di Novellara, Bagnolo e Cortenuova |                                              |  |  |       |  |  |                                                             |  |  |                                                     |  |
|                                                               | Alessandro I Gonzaga, II conte di Novellara, Bagnolo e Cortenuova | Giampietro Gonzaga, I conte di Novellara, Bagnolo e Cortenuova |                                              |  |  |       |  |  |                                                             |  |  |                                                     |  |
|                                                               | Alessandro I Gonzaga, II conte di Novellara, Bagnolo e Cortenuova | Caterina Torelli                                               |                                              |  |  |       |  |  |                                                             |  |  |                                                     |  |
| Alfonso I Gonzaga, V conte di Novellara, Bagnolo e Cortenuova | Alessandro I Gonzaga, II conte di Novellara, Bagnolo e Cortenuova |                                                                |                                              |  |  |       |  |  |                                                             |  |  |                                                     |  |
|                                                               |                                                                   | Costanza da Correggio                                          | Giberto VII da Correggio, conte di Correggio |  |  |       |  |  |                                                             |  |  |                                                     |  |
|                                                               |                                                                   | Costanza da Correggio                                          | Giberto VII da Correggio, conte di Correggio |  |  |       |  |  |                                                             |  |  |                                                     |  |
|                                                               |                                                                   | Costanza da Correggio                                          | Violante Pico della Mirandola                |  |  |       |  |  |                                                             |  |  |                                                     |  |
| Isabella Gonzaga di Novellara                                 |                                                                   | Costanza da Correggio                                          |                                              |  |  |       |  |  |                                                             |  |  |                                                     |  |
|                                                               |                                                                   | Giovanni Tommaso di Capua, I marchese della Torre Francolise   | Annibale di Capua, signore di Montagnano     |  |  |       |  |  |                                                             |  |  |                                                     |  |
|                                                               |                                                                   | Giovanni Tommaso di Capua, I marchese della Torre Francolise   | Annibale di Capua, signore di Montagnano     |  |  |       |  |  |                                                             |  |  |                                                     |  |
|                                                               |                                                                   | Giovanni Tommaso di Capua, I marchese della Torre Francolise   | Lucrezia Acrimonte, signora di Rocca Romana  |  |  |       |  |  |                                                             |  |  |                                                     |  |
| Vittoria di Capua                                             |                                                                   | Giovanni Tommaso di Capua, I marchese della Torre Francolise   |                                              |  |  |       |  |  |                                                             |  |  |                                                     |  |
|                                                               |                                                                   | Faustina Colonna                                               | Camillo Colonna, I duca di Zagarolo          |  |  |       |  |  |                                                             |  |  |                                                     |  |
|                                                               |                                                                   | Faustina Colonna                                               | Camillo Colonna, I duca di Zagarolo          |  |  |       |  |  |                                                             |  |  |                                                     |  |
|                                                               |                                                                   | Faustina Colonna                                               | Vittoria Colonna                             |  |  |       |  |  |                                                             |  |  |                                                     |  |
|                                                               |                                                                   | Faustina Colonna                                               |                                              |  |  |       |  |  |                                                             |  |  |                                                     |  |